# Rozlane zapalenie oskrzelików
Rozlane zapalenie oskrzelików (łac. bronchiolitis diffusa, ang. diffuse panbronchiolitis, DPB) – rzadka choroba zapalna oskrzelików występująca głównie w Azji przebiegająca często z jednoczesnym zapaleniem zatok przynosowych.

## Występowanie i patogeneza
Pierwszy przypadek rozlanego zapalenia oskrzelików opisano w 1960 roku, w 1969 roku zaproponowano obecną nazwę schorzenia. Choroba występuje przede wszystkim w Japonii, rzadziej w innych krajach kontynentu azjatyckiego. Pojedyncze przypadki opisywano również w krajach europejskich i w USA. Przyczyny choroby nie wykryto, prawdopodobnie udział w powstaniu rozlanego zapalenia oskrzelików mają czynniki genetyczne. Wykazano związek określonych alleli w zakresie głównego układu zgodności tkankowej z występowaniem choroby – allel HLA-B54 jest związany z przypadkami rozlanego zapalenia oskrzelików u Japończyków a HLA-A11 u chorych z Korei. Taki związek wykazywano też w badaniach dotyczących innych genów z układu HLA oraz genu interleukiny 8. W procesie chorobowym udział biorą liczne komórki odpornościowe – dochodzi do powstania nacieków z limfocytów, plazmocytów i makrofagów oraz rozplemu komórek dendrytycznych w ścianach oskrzelików. We wnętrzu oskrzelików tworzy się wysięk zawierający neutrofile, w oskrzelikach mogą się również tworzyć polipy.

## Objawy i wyniki badań pomocniczych
W wywiadzie chorzy podają zazwyczaj kaszel, duszność, odkrztuszanie plwociny zawierającej ropę, objawy zapalenia zatok przynosowych (katar, ból w okolicy zatok, ból głowy, gorączka). W badaniu fizykalnym stwierdzane są podczas osłuchiwania płuc stetoskopem zjawiska takie jak rzężenia, świsty, osłabiony szmer pęcherzykowy. W badaniu rentgenowskim klatki piersiowej widoczne są w płucach rozsiane, niewielkie zmiany o charakterze guzków. W badaniu tomokomputerowym poza guzkami stwierdza się tzw. "obraz drzewa w pączkach" (poszerzone oskrzeliki o pogrubiałej ścianie, niekiedy z zawartością wydzieliny) oraz "objaw pułapki powietrznej" (zwiększona przejrzystość pewnego obszaru płuca w porównaniu z innymi obszarami widoczna w badaniu pod koniec wydechu). W rozpoznaniu choroby pomocne jest również badanie histopatologiczne.

## Leczenie i rokowanie
W terapii rozlanego zapalenia oskrzelików stosuje się antybiotyki z grupy makrolidów np. erytromycynę, roksytromycynę lub klarytromycynę. Leki te stosuje się nie ze względu na ich działanie bakteriostatyczne, ale immunomodulujące (regulujące czynność układu odpornościowego). Rozlane zapalenie oskrzelików przebiega z nawrotami, powikłaniami w postaci zakażeń bakteryjnych, rozstrzeni oskrzeli, i jeśli nie jest leczone, prowadzi do upośledzenia funkcji płuc i śmierci.